# 下十字架 (安杰利科修士)
下十字架（Deposition from the Cross）是一幅基督下十字架题材的画作，由意大利文艺复兴大师安杰利科修士绘于1432年至1434年之间，现在保存在国立圣马可美术馆。
乔治·瓦萨里说，这幅画是“圣徒或天使画的”。
安吉里科介入完成这幅祭坛画时，洛伦佐摩纳哥（Lorenzo Monaco）已经开始为佛罗伦萨天主圣三圣殿的斯特罗齐小堂（Strozzi Chapel）。它描绘了基督被几个人抬着，瑪利亞瑪達肋納握着他的脚，作为人类悔改的象征。右边有一个戴着红帽子的人物，展示钉子和荆棘冠冕，象征爱和牺牲。圣母玛利亚身穿深色衣裙，表现为传统的手势。